# Gelderländer

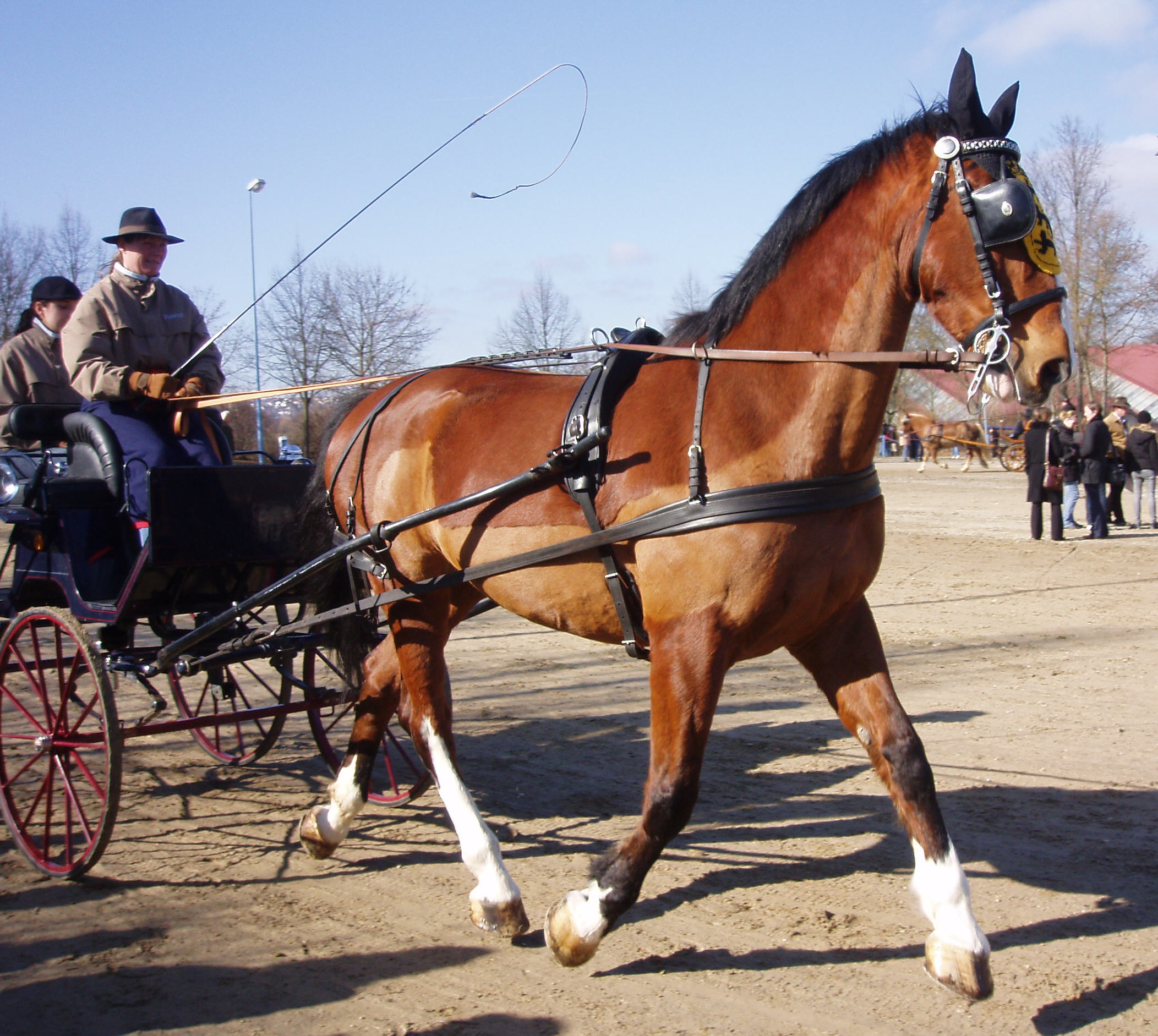
Gelderlander

Gelderlander – jedna z ras konia domowego, obok groningera stanowi odmianę tradycyjnego holenderskiego konia roboczego.
Nazwa pochodzi od prowincji niderlandzkiej, w której XIX wieku wyhodowano rasę. Miejscowe klacze kryto ogierami rasy normańskiej i norfolk, stosując później domieszkę krwi rasy oldenburg i hackney. Otrzymano w rezultacie bardzo silnego i aktywnego konia, o dobrym pokroju. Cechy te zostały przekazane rasie ciepłokrwistej holenderskiej.
Gelderlandery to konie eleganckie, najczęściej użytkowane zaprzęgowo w powozach. Od 1960 roku zmniejszono hodowlę z racji zwiększonego zainteresowania rasą gorącokrwistą holenderską.
Gelderlandery mają od 153 cm do 163 cm wysokości, a ich umaszczenie jest gniade, kasztanowate, kare i siwe, często występują białe odmiany.